# Allogamasellus squalidus
Allogamasellus squalidus är en spindeldjursart som beskrevs av Athias-Henriot 1961. Allogamasellus squalidus ingår i släktet Allogamasellus och familjen Ologamasidae. Inga underarter finns listade i Catalogue of Life.